# Barros Cassal
Barros Cassal là một đô thị thuộc bang Rio Grande do Sul, Brasil. Đô thị này có diện tích 648,897 km², dân số năm 2007 là 11450 người, mật độ 17,65 người/km².